# Union (Oregon)
Union és una població dels Estats Units a l'estat d'Oregon. Segons el cens del 2000 tenia 1.926 habitants.

## Demografia
Segons el cens del 2000, Union tenia 1.926 habitants, 766 habitatges, i 550 famílies. La densitat de població era de 298,6 habitants per km².
Dels 766 habitatges en un 30,5% hi vivien nens de menys de 18 anys, en un 59,5% hi vivien parelles casades, en un 9% dones solteres, i en un 28,1% no eren unitats familiars. En el 24% dels habitatges hi vivien persones soles el 12,4% de les quals corresponia a persones de 65 anys o més que vivien soles. El nombre mitjà de persones vivint en cada habitatge era de 2,51 i el nombre mitjà de persones que vivien en cada família era de 2,97.
Per edats la població es repartia de la següent manera: un 26% tenia menys de 18 anys, un 6% entre 18 i 24, un 24,5% entre 25 i 44, un 25,4% de 45 a 60 i un 18,2% 65 anys o més.
L'edat mediana era de 41 anys. Per cada 100 dones de 18 o més anys hi havia 89,6 homes.
La renda mediana per habitatge era de 28.529$ i la renda mediana per família de 34.286$. Els homes tenien una renda mediana de 32.148$ mentre que les dones 16.776$. La renda per capita de la població era de 14.406$. Aproximadament el 12,2% de les famílies i el 13% de la població estaven per davall del llindar de pobresa.

## Poblacions més properes
El següent diagrama mostra les poblacions més properes.